# Confienza (destroyer)
Pour les articles homonymes, voir Confienza.
Le Confienza (fanion « CF ») était un destroyer (puis, plus tard, un torpilleur) italien, de la classe Palestro, lancé en 1920 pour la Marine royale italienne (en italien : Regia Marina).

## Conception et description
Ces navires avaient une longueur totale de 81,9 mètres longueur hors-tout (80 m en longueur de flottaison), une largeur de 8 mètres et un tirant d'eau de 3,1 mètres. Ils déplaçaient 1 033 tonnes à charge normale, et 1 180 tonnes à pleine charge. Leur effectif était de 6 officiers, 100 sous-officiers et matelots.
Les Palestro étaient propulsés par deux turbines à vapeur Zoelly, chacune entraînant un arbre d'hélice et utilisant la vapeur fournie par quatre chaudières Thornycroft. La puissance nominale des turbines était de 22 000 chevaux-vapeur (16 400 kW) pour une vitesse de 32 nœuds (59 km/h) en service. Ils avaient une autonomie de 1 970 milles nautiques (3 650 km) à une vitesse de 15 nœuds (28 km/h).
Leur batterie principale était composée de 4 canons Schneider-Armstrong Modèle 1919 de 102/45 mm. La défense antiaérienne (AA) des navires de la classe Palestro était assurée par 2 canons simples Ansaldo de 76/40 mm. Ils étaient équipés de 4 tubes lance-torpilles de 450 millimètres dans deux supports doubles au milieu du navire. Les Palestro étaient également équipés d'un équipement pour le transport et la pose de 38 mines.

## Construction et mise en service
Le Confienza est construit par le chantier naval Cantiere navale fratelli Orlando à Livourne en Italie, et mis sur cale le 10 mai 1917. Il est lancé le 18 décembre 1920 et est achevé et mis en service le 25 avril 1923. Il est commissionné le même jour dans la Regia Marina.

## Histoire de service
Construit entre mai 1917 et avril 1923, le navire appartient à la classe Palestro. Peu après son entrée en service, l'unité, sous le commandement du lieutenant de vaisseau (tenente di vascello) Luigi Corsi, participe à l'occupation de Corfou pendant la crise entre l'Italie et la Grèce.
En 1925, le Confienza remonte le Danube. Dans les années 1920 et 1930, le destroyer opère dans le bassin oriental de la Méditerranée et le long de la côte de l'Afrique du Nord. Gino Birindelli (futur député), alors sous-lieutenant de vaisseau (sottotenente di vascello), a également servi à bord de l'unité.
En 1929, le destroyer, ainsi que ses navires-jumeaux (sister ships Palestro, San Martino et Solferino, constituent le VIIe escadron de destroyers, qui, avec le VIIIe escadron de destroyers (composée d'unités de la classe Curtatone) et le croiseur éclaireur Augusto Riboty, forment la 4e flottille de destroyers, appartenant à la IIe division de torpilleurs, qui fait partie de la 2e escadre navale basée à Tarente.
En 1938 (pour d'autres sources en 1930) le Confienza subit des modifications qui voient le relèvement de l'entonnoir avant, puisque la fumée, autrement, gênait la visée et la direction du tir. La même année, le vieux navire est déclassé en torpilleur,
Peu avant le début de la Seconde Guerre mondiale, il était prévu de moderniser l'armement anti-aérien des quatre unités de la classe Palestro, en remplaçant l'un des canons de 102 mm et les deux canons de 76 mm par quatre mitrailleuses de 20 mm, mais ce plan n'a jamais été mis en œuvre.
Lors de l'entrée de l'Italie dans la Seconde Guerre mondiale, le 10 juin 1940, le Confienza, sous le commandement du lieutenant de vaisseau (tenente di vascello) Andrea Giuffra, appartient au XVe escadron de torpilleurs, formé avec ses navires-jumeaux Palestro, San Martino et Solferino, basé à Venise.
Les 27 et 28 septembre 1940, le torpilleur, ainsi que le San Martino, escortent le croiseur Alberico da Barbiano lors de deux courtes sorties de Pula pour des exercices de tir à l'académie locale. Pendant la guerre, le navire opère dans le sud de l'Adriatique, principalement lors de missions d'escorte de convois.
Le 21 octobre 1940, en effet, avec la reconstitution du Comando Superiore Traffico Albania (Maritrafalba, déjà actif auparavant du 5 septembre 1940 à sa première dissolution, le 12 octobre 1940, mais sans le Confienza sous son commandement), le Confienza est déployée à Brindisi et affectée avec d'autres unités (deux vieux destroyers, neuf autres torpilleurs, quatre croiseurs auxiliaires et le XIIIe escadron de MAS (Motoscafo armato silurante)), à ce commandement, pour le service d'escorte de convois à destination et en provenance d'Albanie ainsi que pour la recherche et destruction anti-sous-marine.

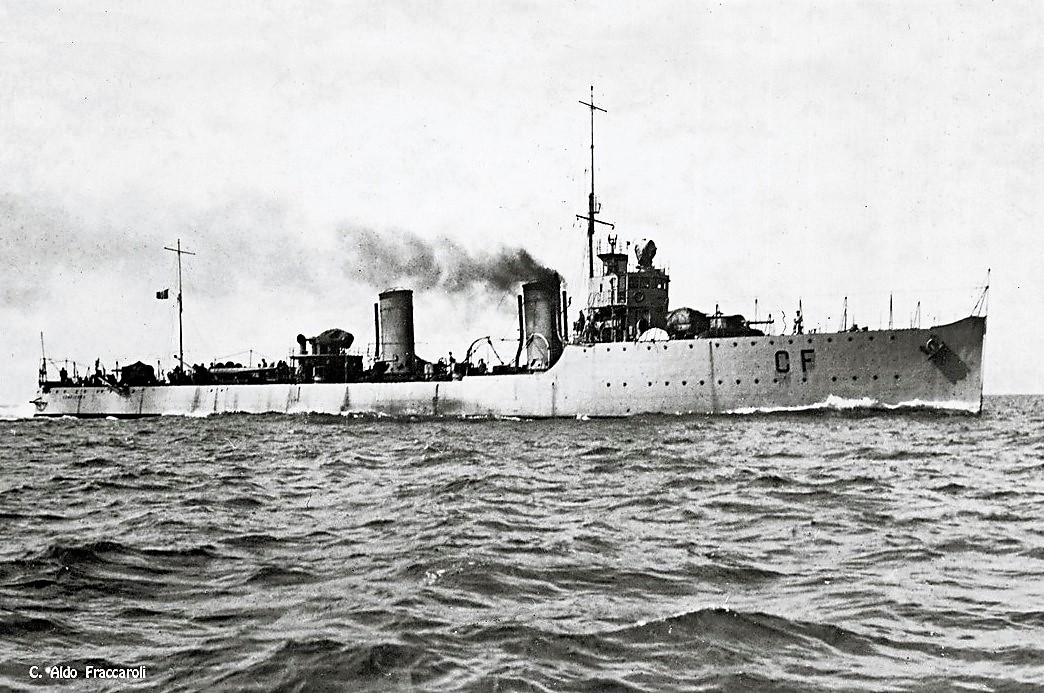
Le Confienza en navigation

La première mission d'escorte du torpilleur commence à sept heures du soir le 24 octobre 1940, lorsque le navire quitte Bari pour escorter les vapeurs Perla et Chisone, à destination de Durrës avec 4 247 tonnes de fournitures. À neuf heures du matin, le 25 octobre, le Chisone heurte une mine et doit être remorqué jusqu'à Durrës. Le reste du convoi atteint sa destination à 11h25 le même jour.
Le Confienza quitte Durrës à 23h15 le 2 novembre, en même temps que le croiseur auxiliaire Capitano A. Cecchi, pour escorter deux navires marchands vides, le vapeur Principessa Giovanna et le navire à moteur Città di Marsala, jusqu'à Bari, où le convoi est arrivé à 18h30 le jour suivant.
Le torpilleur appareille ensuite de Bari à 3h30 du matin le 4 novembre, escortant, avec le croiseur auxiliaire Ramb III, les croiseurs auxiliaires (utilisés comme transports) Città di Genova et Città di Palermo, transportant 1 610 soldats, 156 véhicules et 164 tonnes de fournitures. Les navires arrivent à Durrës à 20h25 le même jour. Après le déchargement, les quatre unités quittent Durrës à 8h30 le 6 novembre, pour arriver à Bari à 17h15 le même jour.
Le 13 novembre à 1h45, le Confienza quitte Bari avec le petit croiseur auxiliaire Lago Tana, escortant jusqu'à Durrës, où ils arrivent à 8h30, le vapeur Olimpia et le navire à moteur Birmania, transportant 799 véhicules. Le torpilleur part ensuite à 7h30 le 14 novembre, escortant jusqu'à Brindisi, en même temps que le destroyer Augusto Riboty, les vapeurs vides Milano et Aventino et le navire à moteur Città di Trapani, dans leur voyage de retour. Le convoi arrive dans le port des Pouilles à 15h15 le même jour.
De retour à Bari, le torpilleur part à 23h30 le 15 novembre, pour escorter vers Durrës, avec le torpilleur Andromeda et le croiseur auxiliaire Egeo, les navires à moteur Verdi et Puccini, chargés de 1 347 soldats, cinq quadrupèdes et 69,5 tonnes de matériel: le convoi arrive à destination à trois heures de l'après-midi du 16.
Selon certaines sources, le Confienza aurait coulé le sous-marin britannique HMS Triton (N15), mais les dates ne coïncident pas .
Le 19 novembre 1940, à 9h30, le Confienza, toujours sous le commandement du lieutenant de vaisseau (tenente di vascello) Giuffra, quitte Durrës en direction de Brindisi, escortant le vapeur Carnia et les navires à moteur Verdi et Puccini, qui rentrent à vide en Italie. Vers huit heures du soir du même jour, le convoi arrive près du point de débarquement "Y", au large de Brindisi, au moment où le croiseur auxiliaire Capitano A. Cecchi, en provenance de Vlora, arrive également dans la même zone. Comme Brindisi est en état d'alerte pour un bombardement aérien, les feux de signalisation ont été éteints, ce qui (peut-être en plus d'erreurs de manœuvre) conduit le Confienza à être éperonné par le Capitano A. Cecchi, à 21h19. Le croiseur auxiliaire, qui a subi des dommages à sa proue, embarque l'équipage du torpilleur, qu'il prend ensuite en remorque pour tenter de le ramener vers Brindisi. Cependant, la tentative de sauvetage est vaine: après environ une heure et vingt minutes de navigation, le 20 novembre à 00h35, le Confienza se casse en deux et coule à deux milles nautiques de Brindisi,,. Les trois navires marchands du convoi atteignent Brindisi à 2h20 de la même nuit.
L'épave du navire gît brisée en deux, en état de naviguer, sur un fond marin de 82 mètres, au nord-est du port de Brindisi,,.

## Sources
- (it) Cet article est partiellement ou en totalité issu de l’article de Wikipédia en italien intitulé « Confienza (cacciatorpediniere) » (voir la liste des auteurs).